# Tonga a 2011-es úszó-világbajnokságon
Tonga a 2011-es úszó-világbajnokságon két úszóval vett részt.

## Úszás
Férfi
| Versenyző    | Esemény                         | Selejtező | Selejtező | Elődöntő          | Elődöntő          | Döntő             | Döntő             |
| Versenyző    | Esemény                         | Idő       | Helyezés  | Idő               | Helyezés          | Idő               | Helyezés          |
| ------------ | ------------------------------- | --------- | --------- | ----------------- | ----------------- | ----------------- | ----------------- |
| Amini Fonua  | Férfi 50 méteres mellúszás      | 28.23     | 25        | Nem jutott tovább | Nem jutott tovább | Nem jutott tovább | Nem jutott tovább |
| Amini Fonua  | Férfi 100 méteres mellúszás     | 1:04.02   | 59        | Nem jutott tovább | Nem jutott tovább | Nem jutott tovább | Nem jutott tovább |
| Ifalemi Paea | Férfi 50 méteres pillangóúszás  | 25.50     | 36        | Nem jutott tovább | Nem jutott tovább | Nem jutott tovább | Nem jutott tovább |
| Ifalemi Paea | Férfi 100 méteres pillangóúszás | 56.60     | 49        | Nem jutott tovább | Nem jutott tovább | Nem jutott tovább | Nem jutott tovább |